# Kurt Freiherr von Schröder
Kurt Freiherr von Schröder (Hamburgo, Imperio Alemán; 24 de noviembre de 1889 - Hamburgo; 4 de noviembre de 1966) fue un banquero alemán, asesor económico de distrito del NSDAP y líder de brigada de las SS ("Brigadeführer").

## Primeros años
Von Schröder fue el tercero de los seis hijos del banquero Frederick Freiherr von Schröder y su esposa Harriet, de soltera Milberg. Completó su educación en las escuelas secundarias de Hamburgo y Gütersloh. En 1908, Schröder comenzó a estudiar derecho en la Universidad de Bonn. Durante este tiempo se convirtió en miembro del Cuerpo Borussia Bonn.
En 1909, von Schröder abandonó sus estudios que, según Soenius, probablemente solo había emprendido porque quería convertirse en miembro de la fraternidad de estudiantes, sin querer seriamente completarlos ni seguir una carrera en administración. En cambio, se convirtió en un oficial profesional en el Regimiento de Húsares "König Wilhelm I" (1º Renano) No. 7 en Bonn. Durante la Primera Guerra Mundial, Schröder se desplegó en el frente occidental. Fue galardonado con la Cruz de Hierro para ambas clases y en 1917 fue transferido al escuadrón de reserva de su regimiento en Bonn por motivos de salud. Desde principios de 1918 hasta principios de 1919 se desempeñó como capitán en el Estado Mayor. En el curso de la desmovilización general en 1919, se retiró del ejército. Luego completó un aprendizaje bancario de dos años en Colonia, Hamburgo y Berlín.
En abril de 1913, von Schröder se casó con Ottilie Marie Edith Schnitzler. A petición de su padre, von Schröder se convirtió en socia del banco J. H. Stein de Colonia en 1921. En 1919, con Schröders desempeñando un papel clave, este banco se convirtió en un centro para los separatistas renanos: ese año, Schröder firmó un llamamiento de los separatistas para que Renania se separara del Reich alemán. Además, se realizaron conferencias de industriales y banqueros en el Banco J.H. Stein. Una de estas conferencias lo eligió para el comité económico que debía preparar la formación del estado independiente renano. El círculo de simpatizantes incluía al empresario Otto Wolff y Paul Silverberg, quien luego se desempeñó como presidente de la Cámara de Industria y Comercio de Colonia y fue el predecesor de Schröder.
A partir de 1928, von Schröder se volvió políticamente activo y se unió al Partido Popular Alemán. Fue miembro del German Gentlemen's Club, una asociación de grandes terratenientes, industriales, banqueros, altos funcionarios del ministerio y otras figuras públicas durante la República de Weimar. En noviembre de 1932, von Schröder fue cosignatario de la "Petición industrial", con la que industriales, banqueros y agricultores pidieron al presidente del Reich, Paul von Hindenburg, que nombrara canciller del Reich a Hitler.

## Reunión con Hitler en Colonia
Von Schröder pertenecía al "Grupo de Estudio de Cuestiones Económicas", que se conocía comúnmente como el "Círculo de Keppler" y más tarde se denominó "Freundeskreis Reichsführer SS Heinrich Himmler". Con Wilhelm Keppler, organizó una reunión secreta entre Hitler y Franz von Papen el 4 de enero de 1933 en su villa (Stadtwaldgirdle 35) en Colonia-Lindenthal, en la que acordaron los preparativos para asumir el gobierno. En esta reunión, ambos acordaron derrocar al gobierno de Kurt von Schleicher y formar una coalición derechista entre Hitler, Papen y Hugenberg. Hitler estuvo acompañado a esta reunión por Wilhelm Keppler, Heinrich Himmler y Rudolf Hess. El canciller Kurt von Schleicher recibió un importante apoyo del empresario renano Otto Wolff.

## Alemania Nazi
Un día después de que Hitler llegara al poder, von Schröder se unió al NSDAP el 1 de febrero de 1933 (número de miembro: 1.475.919). Después de que el anterior titular Paul Silverberg, que tenía antepasados judíos, perdiera todos los puestos en la junta, von Schröder fue elegido presidente de la Cámara de Industria y Comercio de Colonia en abril de 1933, cargo que ocupó hasta su disolución en 1942. En el período que siguió, fue vicepresidente de la Asociación Alemana de Industria y Comercio hasta su disolución en 1935, miembro de la junta directiva de la Deutsche Reichsbahn-Gesellschaft, presidente de la oficina de comercio exterior de Renania y titular de numerosos otros cargos en la economía.
Von Schröder se aseguró de que los representantes del Bank Sal. Oppenheim ya no fueran invitados a las reuniones del Rheinisch-Westfälische Bankenvereinigung, que su padre había cofundado. Como uno de sus primeros actos oficiales, prohibió la invitación de miembros no arios a las reuniones generales, es decir, los Oppenheim en particular. Además, von Schröder se aseguró de que los Oppenheims perdieran la mayoría de sus puestos en los consejos de supervisión de las empresas que cuidaban. El nombramiento como director de los bancos privados en el Reichsgruppe Banken en 1934 fue seguido en 1935 por el de director de la Cámara de Comercio de Renania. En 1943, la revista Die Bankwirtschaft rindió homenaje a su labor al frente de los grupos de especialistas de la banca privada: "En particular, la arianización, que fue una tarea extremadamente difícil en la industria de la banca privada en particular, se llevó a cabo con determinación bajo su liderazgo. preservando al mismo tiempo los valiosos activos de la empresa". Desde mayo de 1942, von Schröder también fue presidente de la Cámara de Comercio del distrito de Colonia-Aquisgrán. En el período de 1933 a 1945, el número de sus puestos en el consejo de supervisión se duplicó a más de 30.
Desde 1934, von Schröder dirigió el "Sonderkonto S", en el que los miembros de los Amigos del Reichsführer SS Heinrich Himmler pagaron un millón de Reichsmarks anualmente por las tareas especiales de Heinrich Himmler. Esta actividad fue recompensada en 1936 con el título de líder honorario de las SS. El 13 de septiembre de 1936, von Schröder se unió a las SS (número: 276.904) y fue ascendido a Brigadeführer de las SS el 20 de abril de 1943. Según su evaluación de las SS del 10 de agosto de 1937, tenía una "relación de confianza especial con el Führer" y "el Führer le pedía y llamaba con frecuencia para reuniones y misiones confidenciales". Desde el 9 de noviembre de 1944 formó parte del Estado Mayor del Reichsführer SS.
También fue miembro de la Academia de Derecho Alemán, el Consejo de Transporte del Reich, el Consejo Asesor de Deutsche Reichspost, Presidente del Consejo Asesor de Deutsche Reichsbahn y senador de la Sociedad Kaiser Wilhelm. También fue concejal de la ciudad de Colonia, miembro del consejo de administración de la Universidad de Colonia, miembro de la junta directiva del Banco de Pagos Internacionales y, desde 1921, Cónsul Real de Suecia (desde 1938 Cónsul General).

## Después de la guerra
El 26 de abril de 1945, von Schröder fue arrestado en Wuppertal por miembros de las fuerzas armadas estadounidenses. Luego fue enviado a un campo de prisioneros de guerra cerca de Büderich. A finales de mayo fue trasladado a Attichy en Francia. Fue interrogado varias veces en los juicios de Nuremberg y presentó declaraciones juradas, en particular sobre cómo se conocieron Hitler y Papen y qué tenían en su casa en enero de 1933.
El 11 de noviembre de 1947, von Schröder fue condenado a tres meses de prisión por pertenencia a una organización criminal y una multa de 1.500 Reichsmarks por el Tribunal de Distrito de Bielefeld en la Zona Británica. 40.000 trabajadores se manifestaron contra el veredicto en Bielefeld. En una resolución del parlamento estatal de Renania del Norte-Westfalia, que fue apoyada no solo por los diputados del SPD, KPD y FDP, sino también por dos diputados de la CDU, el veredicto fue descrito como una "burla de la democracia". Además, se solicitó la creación de una comisión de investigación. Después de que la fiscalía apelara, en 1948 la sentencia fue de tres meses de prisión y 500.000 Reichsmarks, alternativamente un año de prisión. Las costas del procedimiento fueron sufragadas por von Schröder. El 11 de junio de 1948 salió de prisión. En una tercera audiencia en 1950, la sentencia se redujo nuevamente: la multa ahora era de 60.000 marcos alemanes, la mitad de los cuales se consideró pagados por el internamiento.
Von Schröder ya no participó en la gestión del banco JH Stein, que reabrió sus puertas en 1950. Pasó sus últimos años en la finca Hohenstein cerca de Eckernförde.

## Vida privada
Kurt von Schröder y su esposa Edith, de soltera Schnitzler, tuvieron cuatro hijos juntos, tres hijas y un hijo. El hijo murió a la edad de 22 años un año después del final de la guerra como prisionero de guerra en un campo de prisioneros soviético cerca de Borovichi. El padre Frederick Freiherr von Schröder era el propietario de la casa bancaria J. Henry Schröder & Co, que se extinguió en 1903 con su muerte. La madre Harriet se casó con su cuñado viudo Carl Heinrich Johann Freiherr von Merck (1843-1921) 3 años después de la muerte de su marido. Era el propietario del banco comercial de Hamburgo H. J. Merck & Co.

## Obras sobre su vida
- Christian Eckert: J. H. Stein. Werden und Wachsen eines Kölner Bankhauses in 150 Jahren. Hoppenstedt, Colonia 1940
- Ulrich S. Soénius: Schröder, Johann Heinrich Kurt Theodor Freiherr von. In: Neue Deutsche Biographie (NDB). Band 23, Duncker & Humblot, Berlín 2007
- Datos: Q91213